# 山内譲
山内 譲（やまうち ゆずる、1948年 - ）は、日本の日本史研究者。松山大学元教授、伊予史談会会長。専門は中世瀬戸内海地域史。
愛媛県生まれ。1972年、京都大学文学部史学科卒。1998年「中世瀬戸内海地域史の研究」で立命館大学文学博士。愛媛県立松山南高等学校教諭、愛媛県総合教育センター室長、松山大学法学部教授、伊予史談会会長。
和田竜が『村上海賊の娘』を書く際に依拠した研究者として知られる。『瀬戸内の海賊』増補改訂版に和田竜との対談、『村上海賊の娘(四)』（新潮文庫）に解説が収録されている。

## 著書
- 『弓削島荘の歴史』弓削町、1985年
- 『中世伊予の領主と城郭』青葉図書、1989年
- 『海賊と海城 瀬戸内の戦国史』平凡社選書、1997年
- 『中世瀬戸内海地域史の研究』法政大学出版局、1998年
- 『伊予の地域史を歩く』青葉図書、2000年
- 『中世瀬戸内海の旅人たち』吉川弘文館 歴史文化ライブラリー、2004年
- 『瀬戸内の海賊 村上武吉の戦い』講談社選書メチエ、 2005年
- 『中世の港と海賊』法政大学出版局、2011年
- 『瀬戸内の海賊　村上武吉の戦い』増補改訂版　新潮選書、2015年
- 『豊臣水軍興亡史』吉川弘文館、2016年　編著
- 『古代・中世伊予の人と地域』編 関奉仕財団、2010年
- 『海賊の日本史』講談社、2018年

## 論文
- 山内譲